# Dzieje Rzymu od założenia miasta

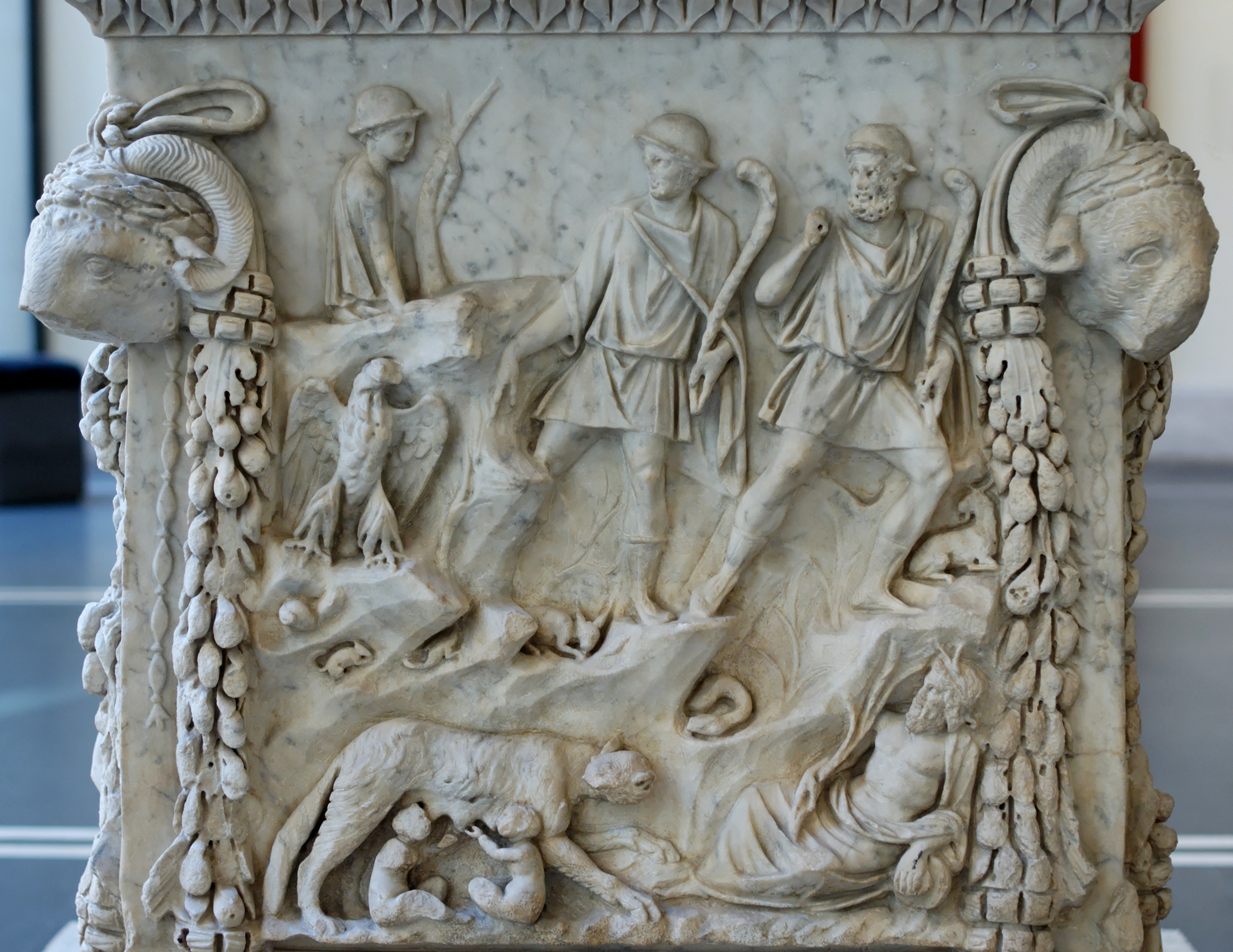
Scena z Ab urbe condita na panelu ołtarza w Ostii

Ab urbe condita – dzieło Tytusa Liwiusza, historia starożytnego Rzymu od założenia miasta w r. 753 p.n.e. do czasów współczesnych autorowi.

## Tematyka

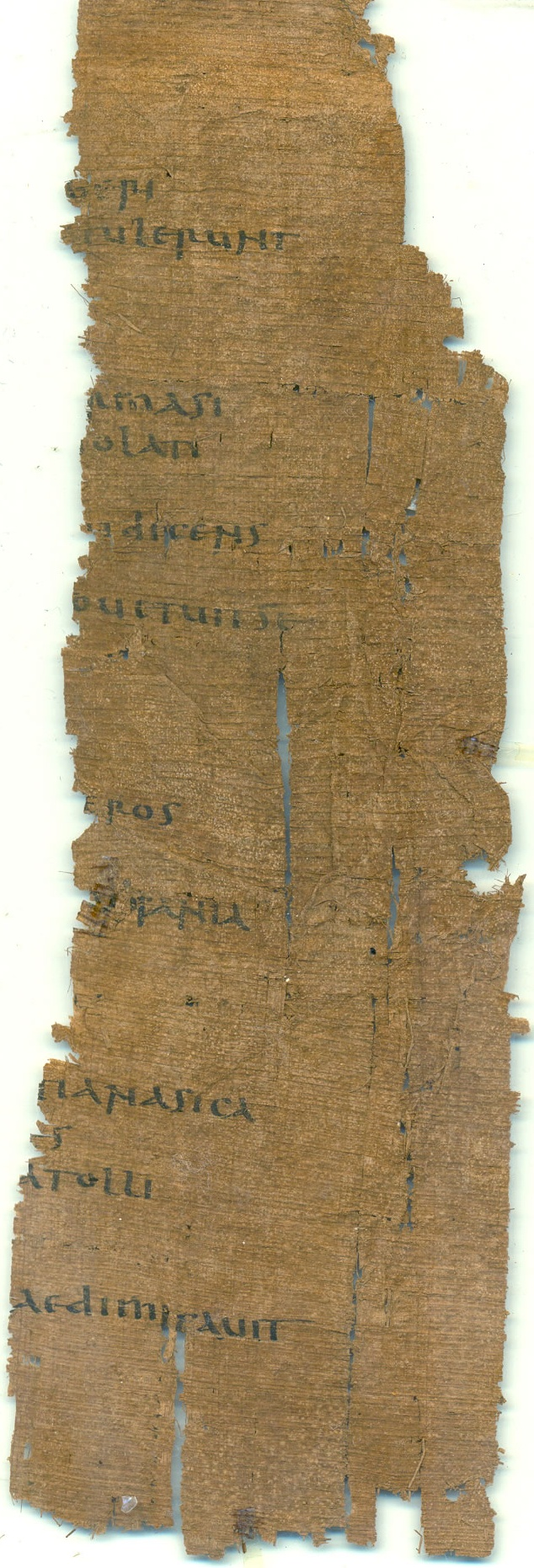
Papirus z zapisem jednej z ksiąg historii Liwiusza

Dzieło historyczne opisuje wydarzenia od założenia tego miasta aż do roku 9 p.n.e. Dzieło zatytułowane było Od założenia Miasta (łac. Ab Urbe condita libri CXLII) i miało objętość 142 woluminów, które powstawały i były kolejno wydawane w latach od ok. 31 p.n.e. aż do 17 n.e. (a więc przez ponad 40 lat). Analiza tekstu Liwiusza wskazuje, że poszczególne fragmenty dzieła były tworzone i publikowane przez długi okres. We wstępie do księgi XXXI Liwiusz sygnalizuje zmęczenie tematem i przerażenie ogromem czekającej go pracy.
Pierwszych 45 ksiąg (I–XLV) obejmowało następującą tematykę:
- I-V: od założenia Rzymu do bitwy nad rzeką Alią
- VI-XV: do początku wojen punickich
- XVI-XX: pierwsza wojna punicka
- XXI-XXX: druga wojna punicka
- XXXI-XLV (31–45): wojny macedońska i syryjska

Ale z całkowitej liczby 142 ksiąg zachowało się 35 (część niekompletna). Są to:
- księgi I-X
- księgi XXI-XLV (21-45)
- fragment księgi XCII (92)[potrzebny przypis]
- dwa fragmenty księgi CXX (120)[potrzebny przypis]
- wyciągi (skróty) z ksiąg: XI-XX, XXXVII-XL, XLVI-CXXXV, CXXXVIII-CXLII[potrzebny przypis]
- wyciągi z ksiąg XLVIII-LV[potrzebny przypis]
- streszczenia (tzw. periochae) prawie wszystkich ksiąg, oprócz dwóch (CXXXVI i CXXXVII – 136 i 137)[4]
- nieliczne fragmenty zachowane u innych autorów i na papirusach[potrzebny przypis]

Księga I streszczenia istnieje w dwóch wersjach o różnej zawartości i stylu.

## Metodyka

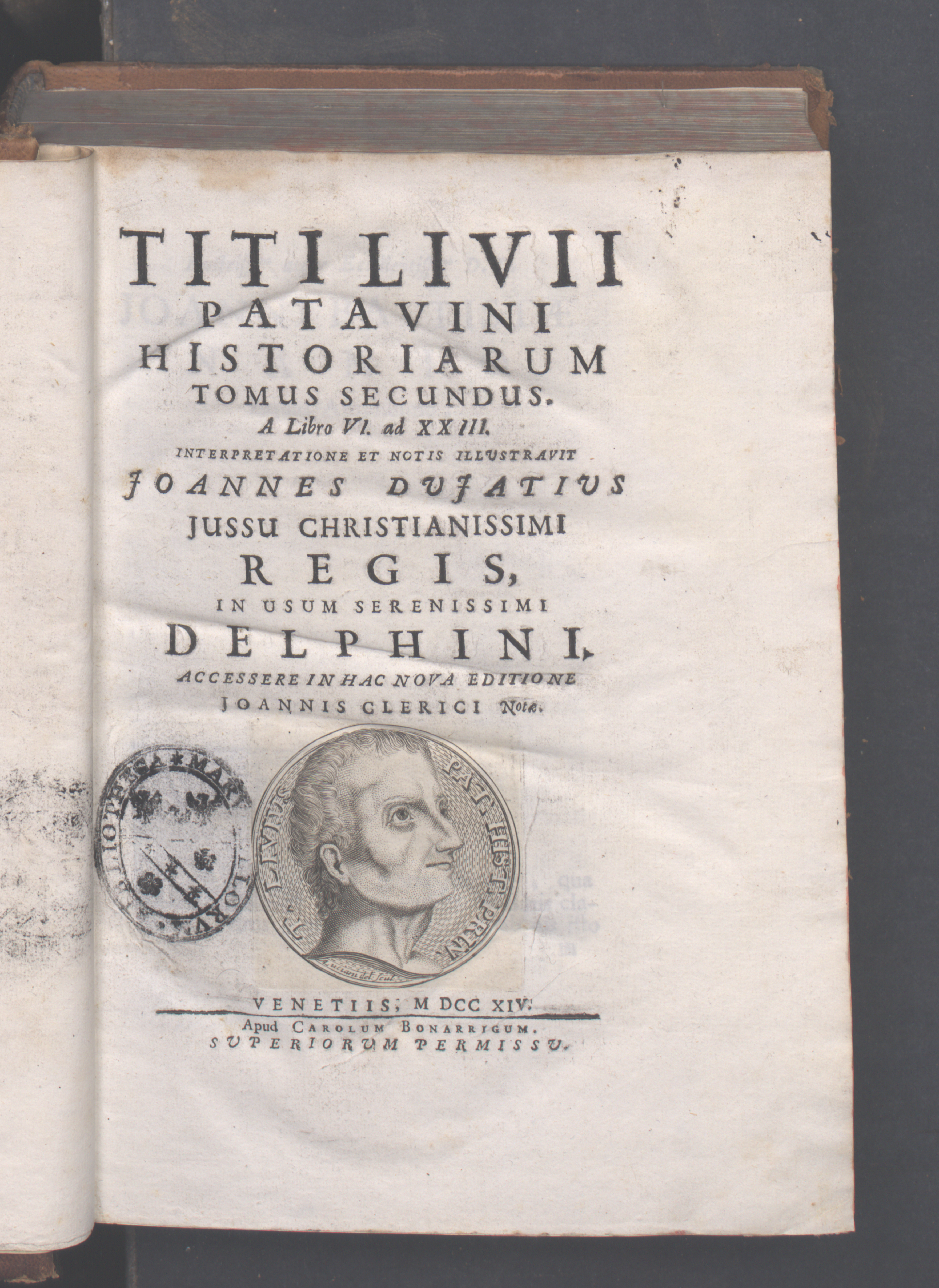
Ab Urbe condita, 1714

Historia Liwiusza napisana jest w formie roczników, co było odzwierciedleniem pracy z materiałami źródłowymi, pisanymi zwykle w tej postaci, odmiennie niż starsi historycy greccy, np. Herodot, opisujący historię tematycznie. Roczniki, z których korzystał Liwiusz, tzw. annales maximi były suche w formie i zawierały skondensowaną treść i były w zasadzie listami wydarzeń, takich jak wybory do magistratów, ważne wydarzenia ustawodawcze, zjawiska naturalne, takie jak powodzie lub klęski głodu. W tym sensie Liwiusz był nowatorem, gdyż trzymając się schematu rocznikowego łączy wydarzenia i skupia się na opisach tematycznych, wplatając w to historię znanych ludzi w historii Rzymu. Liwiusz dostarczał swoim czytelnikom rocznikową strukturę, jednocześnie skupiając się na tematach natury moralnej, które interesowały go najbardziej. Ab urbe condita zachowuje jednak strukturę rocznikową, tam, gdzie to możliwe autor zaczyna od zarządzeń senatu na dany rok, opisu rytuałów religijnych, po czym przechodzi do opisu wydarzeń, koncentrując się na tych, które przynosiły chwałę Rzymowi.

## Odbiór
Dzieło Liwiusza było dobrze przyjęte przez Pliniusza, który chwalił etykę badawczą. Praca Liwiusza stała się znana na długo przed ukończeniem tomu sto czterdziestego drugiego; jeszcze za jego życia sława jego dzieła dotarła m.in. do Hiszpanii. Dzieło odbierane jest jako pochwała Rzymu, jego podbojów oraz rządów arystokracji.